# Dagmar Bauer
Dagmar Bauer es una deportista de la RDA que compitió en remo. Ganó dos medallas en el Campeonato Mundial de Remo, oro en 1975 y plata en 1978.

## Palmarés internacional
| Campeonato Mundial | Campeonato Mundial        | Campeonato Mundial | Campeonato Mundial |
| Año                | Lugar                     | Medalla            | Prueba             |
| ------------------ | ------------------------- | ------------------ | ------------------ |
| 1975               | Nottingham (Reino Unido)  | Medalla de oro     | Cuatro con timonel |
| 1978               | Cambridge (Nueva Zelanda) | Medalla de plata   | Ocho con timonel   |